# Sutäer
Die Suti waren ein Nomadenvolk im nördlichen und östlichen Babylonien. Vermutlich handelt es sich um eine Sammelbezeichnung, die vielleicht später zu einem echten Ethnonym wurde.

## Identifikation
Auch die aus Ur-III-zeitlichen Texten bekannten lù SUki wurden als Sutäer interpretiert. Dem wurde früh widersprochen. Thorkild Jacobsen sah sie als Bergbewohner des Zagros und Ignace Gelb als Subaräer,  François Vallat als Bewohner der Susania. Piotr Steinkeller will die Zeichen als Šimaški lesen.

## Geschichte
Der Kassitenkönig Kadašman-Ḫarbe (ca. 1355–1344 v. Chr.) besiegte plündernde Suti.
In der Regierungszeit von Adad-apla-iddina (1068–1047 v. Chr.) zerstörten sie nach der Königschronik Tempel in Der, Nippur und Dur-Kurigalzu. In Sippar zerstörten sie den Ebabbar des Sonnengottes Šamaš, das Kultbild des Gottes ging verloren, womit sein Kult nicht mehr nach den angestammten Regeln durchgeführt werden konnte. Auf diese Vorgänge bezieht sich vielleicht auch ein Abschnitt auf dem zerbrochenen Obelisken (III, 4). Erst Nabû-apla-iddina (ca. 887–855 v. Chr.) konnte die Suti aus Babylonien vertreiben. Danach stellte Nabû-apla-iddina die Tempel der Götter und deren angemessenen Kult wieder her.
Diese Vorgänge werden in der Šamaš-Tafel beschrieben, einem Steinrelief aus Sippar aus der Regierungszeit des Nabû-apla-iddina, das eine Schenkung des Königs an einen ērib bīti-Priester des Ebabbar festhält. Er erhält vom Tempel regelmäßige Zuwendungen von Nahrungsmitteln und Kleidung.
Die Zerstörung des Ebabbar durch die Suti wird auf den Zorn des Gottes Šamaš zurückgeführt.
Simbar-šīpak (1025–1008 v. Chr.), der erste König der Meerland-Dynastie, versuchte, den Kult Šamaš wiederherzustellen, konnte aber die verlorene Statue nicht auffinden. Deshalb ließ er eine Sonnenscheibe herstellen, der regelmäßige Opfer dargebracht wurden. Er setzte einen gewissen Ekur-šuma-ušabši als sangû-Priester ein.
Unter dem Herrscher Kaššu-nadin-aḫḫe herrschte Hunger und Not, und die Opfer wurden vernachlässigt. Einer seiner Nachfolger, Eulmaš-šākin-šumi (1003–987), wies dem Ebabbar des Šamaš auf Ansuchen des sangû-Priesters Ekur-šuma-ušabši einen Teil des Einkommens des Esagila in Babylon zu, womit der Kult wieder aufgenommen werden konnte. Erst unter Nabu-apla-iddina (ca. 887–855 v. Chr.) wurde durch Nabu-nadin-šumī, einem Nachkommen des Ekur-šuma-ušabši, ein Bild des Samas am Ufer des Euphrat entdeckt, das als Vorbild für eine neue Statue dienen konnte. Auf diese Weise wurden der rechte Kult wiederhergestellt und die Jahrhunderte des Chaos beendet.
In Neu-Babylonischer Zeit traten die Suti auch als Verbündete der Elamiter auf, wie Nergal-naṣir, der Häuptling der Suti, „furchtlos in der Schlacht“, den Šutruk-Naḫḫunte III. zusammen mit General Tannanu, dem taslisu-Beamten, zehn rab-kisri Befehlshabern, 80.000 Bogenschützen und Reitern 703 v. Chr. Marduk-Baladan zur Hilfe gegen Sanherib schickte, wenn auch ohne Erfolg.
Sutäer sind als Sklaven belegt.